# Capitanía de San José del Río Negro
La capitanía de San José del Río Negro (en portugués: capitania de São José do Rio Negro) fue una de las capitanías del Brasil durante el período colonial. Abarcaba los territorios equivalentes a los estados actuales del Amazonas y de Roraima. 
Fue creada el 3 de marzo de 1755 siendo desmembrada de la capitanía del Gran Pará, por influencia política de Francisco Xavier de Mendonça Furtado. Dependía directamente del Estado del Gran Pará y Maranhão.
La sede de la capitanía fue instalada en la villa de Mariuá, actual Barcelos. En el gobierno de Lobo D'Almada, se dio la transferencia de la sede de la capitanía a la Barra del Río Negro (actual Manaus), permaneciendo allí entre los años 1791 a 1798, cuando regresó a Barcelos. Finalmente, el 29 de marzo de 1808, durante el gobierno del capitán de mar y guerra José Joaquim Vitório da Costa, fue nuevamente transferida, en definitiva, a la Barra.
El 28 de febrero de 1821 las capitanías se convirtieron en provincias, y en el contexto de la independencia del Brasil (1822), los habitantes de la aldea se proclamaron independientes, estableciendo incluso un gobierno provisional. La región acabó incorporada al Imperio del Brasil, en la provincia del Gran Pará, como comarca del Alto Amazonas (1824).
Ganó autonomía con el nombre de provincia de Amazonas, por medio de la Ley n° 582 del 5 de septiembre de 1850. Manaus, convertida en una villa desde 1832 y elevada a la condición de ciudad con el nombre de Barra del Río Negro por ley provincial del 24 de octubre de 1848, fue entonces alzada a la categoría de capital, el 5 de enero de 1851, habiendo recuperado su primitivo nombre de Manaus por ley provincial de 4 de septiembre de 1856.
Con la proclamación de la República de Brasil (1889), Amazonas pasaría a ser denominada Estado de Amazonas.